# ジャック・スミス (弁護士)
ジョン・ルーマン・スミス（John Luman Smith, 1969年6月5日 - ）は、アメリカ合衆国司法省で連邦検事補、連邦検事代理、同省公職健全性部門責任者を歴任したアメリカ合衆国の弁護士である。コソボ紛争の戦争犯罪の調査・追訴を任務とするハーグの国際法廷であるコソボ特別法廷の主任検察官も務めた。
2022年11月、スミスは司法長官のメリック・ガーランドにより独立特別検察官に任命され、ドナルド・トランプ元大統領に対する司法省の既存の2件の容疑の捜査（議会議事堂襲撃事件と機密文書を含む政府記録の不正処理疑惑）の捜査責任者となった。文章事件に関してトランプは2023年6月に37件の罪状で起訴され、さらに同年7月に3件が追加された。8月には議事堂襲撃事件に関して4件の訴追がなされた。

## 生い立ちと教育
スミスは1969年6月5日に生まれ、ニューヨーク州シラキュース郊外のクレイで育った。1987年にリヴァプール高校を卒業した。高校時代の彼はフットボールと野球に打ち込んだ。その後はニューヨーク州立大学オニオンタ校で政治学を学び、1991年にスンマ・クム・ラウデで学士号を取得した。さらにその後はハーバード・ロー・スクールで学び、1994年にクム・ラウデで法学博士号を取得した。

## キャリア
ロー・スクールを卒業後、マンハッタン地方検事局に入局して地方検事補を務めた。彼は検事局で性犯罪・ドメスティックバイオレンスを担当した。1999年にニューヨーク東部地区連邦地方裁判所連邦検事局に入局した。ブルックリンを拠点とする事務所の連邦検事補としてアブナー・ルイマに残忍な性的暴行を加えた警察官を起訴し、またニューヨーク市警察の2人の警察官を殺害したロネル・ウィルソンを死刑判決に導いた（後者は後に減刑された）。
2008年から2010年までスミスはオランダのハーグにある国際刑事裁判所の検察局で捜査調整役を務めた。同職で彼は戦争犯罪や大量虐殺罪に問われた政府職員や民兵の裁判を監督した。2010年にスミスはアメリカ合衆国に戻り、司法省の公職健全性部門（PIN）の責任者となった。彼が最初に担当したのは進行中の捜査状況を評価することであり、数人の議員に対する終結を勧告した。彼は5年間PINの責任者を務め、バージニア州知事のボブ・マクドネル、連邦下院議員のリック・レンツィ、ニューヨーク州下院議長のシェルドン・シルヴァー、国家機密を共有した中央情報局職員のジェフリー・スターリングなどの様々な汚職事件を起訴した。

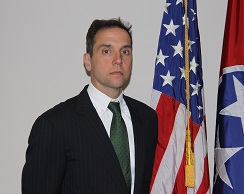
テネシー州中部地区連邦検事代行のスミス（2017年）

2015年、スミスはナッシュビルのテネシー州中部地区連邦地方裁判所で連邦検事補となった。彼はデヴィッド・リヴェラの辞任に伴い2017年に連邦検事代行となり、ドナルド・Q・コクランが指名されると2017年9月付けで辞任した。2017年にスミスはホスピタルコーポレーション・オブ・アメリカの副社長兼訴訟責任者となった。
2018年5月7日、スミスはハーグのコソボ特別法廷の主任検察官に4年任期で任命され、サルヒ・ムスタファの事件を含むコソボ紛争の戦争犯罪を捜査した。彼は2018年9月11日に着任し、2022年5月8日に2期目に任命されたが、2022年11月18日に退任した。

## 連邦特別検察官

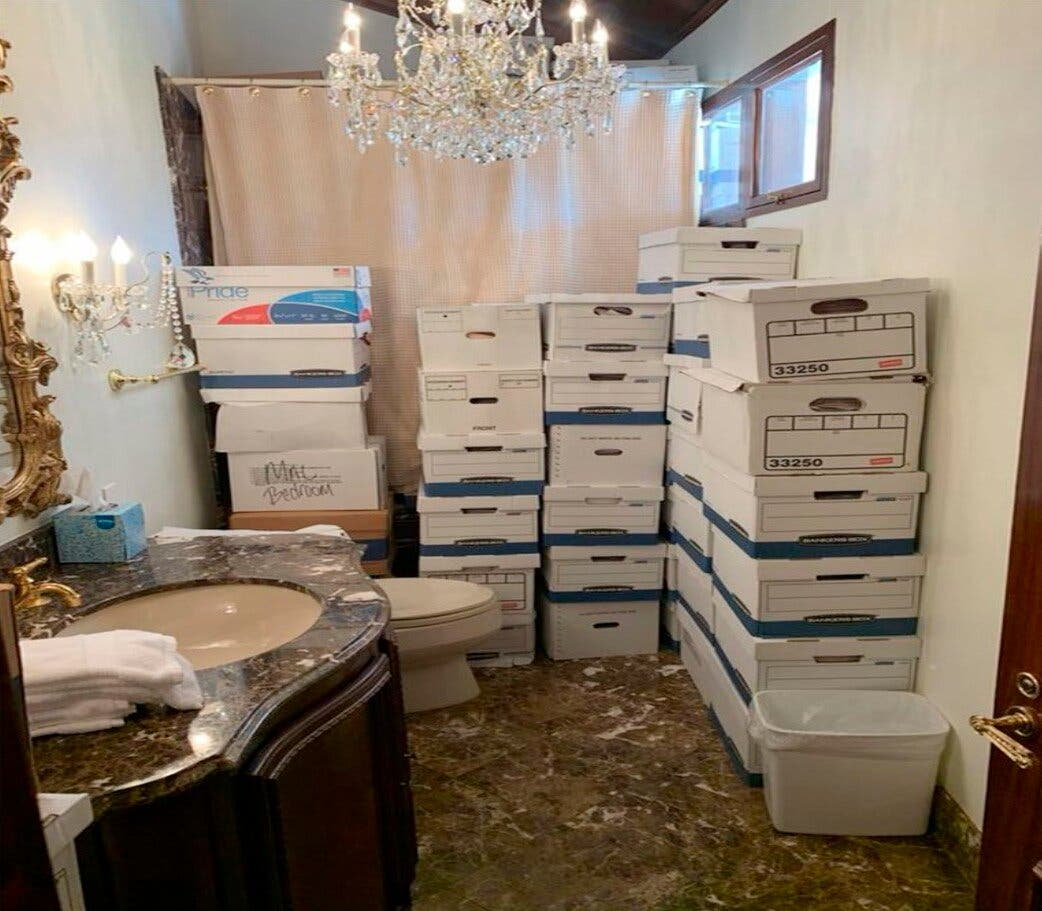
司法省が撮影したマー・ア・ラゴのバスルームの書類箱

2022年11月18日、アメリカ合衆国司法長官のメリック・ガーランドは2021年アメリカ合衆国議会議事堂襲撃事件に関するドナルド・トランプの行動とマー・ア・ラゴ邸の機密文書を含むトランプの政府記録の取り扱いと保管に関する犯罪の捜査を監督させるためにスミスを特別検察官に任命した。当時のスミスはサイクリング中にスクーターにはねられて負傷した足の骨折を癒やしつつオランダで働いていた。2023年1月初旬までにスミスはアメリカに戻った。
2023年6月8日、大陪審は7つの連邦犯罪容疑でトランプを起訴した。現職または元大統領が連邦犯罪容疑で起訴されるのはアメリカ史上初めてのことであった。8月1日、トランプは大陪審により2020年アメリカ合衆国大統領選挙の覆そうとした件と議会議事堂襲撃事件での行動に関する4件の連邦犯罪でさらに起訴された。
2024年7月15日、フロリダ州連邦地裁の判事は、スミスが違法に任命され起訴する権限を持たないとして、機密文書不正保管に関する起訴を棄却した。8月26日、判断を不服とし控訴した。
同年11月25日、同月5日の大統領選挙でトランプが勝利したことを受け、起訴取り下げを連邦裁判所に申請した。裁判所に提出した文書で、現職の大統領を在任中に起訴・訴追しないという司法省の従来の方針が、次期大統領に就任するトランプに「適用される」と説明。一方で「起訴の是非に関する政府の立場は変わっていない」とも指摘し、起訴したことの正当性を強調した。2025年1月10日に特別検察官を辞任した。

## 受賞
- アメリカ合衆国司法長官賞[29]
- アメリカ合衆国司法長官功労賞[30]
- 連邦法曹協会若手連邦弁護士賞[30]
- 東部地区協会チャールズ・ローズ賞[29]
- ニューヨーク郡法曹協会ヘンリー・L・スティムソン・メダル[29]
- ハーバード・ロー・スクール・ワッサースタイン・フェローシップ[31]

## 私生活
スミスは30代半ばで水泳を始めた競技トライアスリートである。彼はこれまでに100以上のトライアスロンを完走し、少なくとも世界中で9回のアイアンマンレースに参加している。2021年に彼はドキュメンタリー映画作家のケイティ・シェヴィニーと結婚した。夫婦は娘を1人もうけている。夫婦は2018年からオランダに住んでいたが、スミスが特別検察官に任命された直後の2022年12月にワシントンD.C.に引っ越した。